# Okres Bellinzona
Okres Bellinzona (italsky Distretto di Bellinzona) je švýcarský okres v kantonu Ticino. Správním centrem je město Bellinzona, které je zároveň hlavním městem kantonu. Žije zde přes 55 000 obyvatel. Zahrnuje údolí řeky Ticino a jeho vedlejší údolí. Okres se dělí na tři kraje (circoli).

## Správní členění
Okres se člení na 3 kraje (circoli):
- Kraj Arbedo-Castione
- Kraj Bellinzona
- Kraj Sant’Antonino

## Přehled obcí
| Znak            | Název obce      | Počet obyvatel (31. 12. 2022) | Rozloha (km²) | Hustota zalidnění (obyv./km²) | Kraj            |
| --------------- | --------------- | ----------------------------- | ------------- | ----------------------------- | --------------- |
| Arbedo-Castione | Arbedo-Castione | 5082                          | 21,39         | 238                           | Arbedo-Castione |
| Lumino          | Lumino          | 1613                          | 10,10         | 160                           | Arbedo-Castione |
| Bellinzona      | Bellinzona      | 44 270                        | 164,20        | 270                           | Bellinzona      |
| Cadenazzo       | Cadenazzo       | 3068                          | 8,38          | 366                           | Sant’Antonino   |
| Isone           | Isone           | 388                           | 12,83         | 30                            | Sant’Antonino   |
| Sant’Antonino   | Sant’Antonino   | 2584                          | 6,55          | 395                           | Sant’Antonino   |
| Celkem (6)      | Celkem (6)      | 57 005                        | 226,33        | 252                           | (3)             |